# Гутик, Даниил Сергеевич
Даниил Сергеевич Гутик (род. 31 августа 2001, Хабаровск) — российский хоккеист, нападающий.

## Биография
Начинал заниматься хоккеем в хабаровском «Амуре», в 13 лет перешёл в школу ярославского «Локомотива». В сезонах 2017/18 — 2019/20 выступал за команды «Локо» в МХЛ и «Локо-Юниор» в НМХЛ. Обладатель Кубка Харламова (2019). В начале октября 2020 года был обменян в московское «Динамо» и провёл сезон в команде МХЛ МХК «Динамо». Обладатель Кубка Харламова (2021). Проведя в начале следующего сезона два матча, затем стал играть за МХК «Динамо» СПб. В ноябре 2021 года подписал двухлетний двусторонний контракт с «Адмиралом». Дебютировал в КХЛ 19 ноября в гостевом матче против «Торпедо» (1:4).